# La Bassasa
La Bassasa és una bassa allargassada i estreta que es troba a Santa Maria de Martorelles, al Parc de la Serralada Litoral.

## Descripció
Aquesta bassa de reg és un toll d'aigua permanent que es troba a pocs metres del corriol que porta de la font del Ferro a la font de la Teula i és un punt de recollida d'aigües d'escorrentia fins que aquestes arriben al torrent de la Font Sunyera. La bassa aprofita en part el relleu natural i la part baixa està tancada amb una paret per a augmentar-ne la cabuda. Un arbre tombat fa de pont natural per a travessar-la. L'aigua és neta i l'entorn és ple de fauna i vegetació natural (com ara, equisets). Aquesta bassa recollia aigua per a una casa que hi havia a prop, a tocar del camí, i actualment enrunada. L'entorn manté el mateix encant que a la font de la Teula, encara que la humitat i el desús fan que estigui molt més embardissat.

## Accés
És ubicada a Santa Maria de Martorelles: des de la font de la Teula, es torna al camí planer i es continua en direcció sud, passant de seguida un nus de camins. Més endavant cal ignorar dos camins a la dreta. Passat el segon encreuament, el camí fa un suau revolt a la dreta. Al final d'aquest revolt a la dreta hi ha un corriol que baixa a la bassa. Cal estar alerta: si el corriol no s'ha desbrossat recentment pot passar desapercebut i, fins i tot, ésser intransitable. Coordenades: x=438601 y=4595736 z=342.